# Вейсенгоф, Ян
Ян Вейссенгоф (Вейсенгоф) (пол. Jan Weyssenhoff; 11 апреля 1774, Андзели — 19 мая 1848, Самокленски) — дивизионный генерал, участник польско-русской войны 1792 года, восстания Костюшко, наполеоновских войн, Ноябрьского восстания.

## Биография
Он происходил из немецкой баронской семьи Вейсов, которая полностью ополячилась в XVII веке и носила герб Лебедь. Сын Яна Вейссенгофа и Хелены Ромер.
Военную службу начал 14 декабря 1789 года подпоручиком в 8-м Литовском пехотном полку. Участвовал в войне 1792 года, 13 августа произведен в лейтенанты. После победы Тарговицкой конфедерации активно участвовали в заговоре восстания в Вильнюсе. Во время восстания Костюшко был адъютантом Якуба Ясинского, на этой должности дослужился до капитана. Затем переведен в 8-й Литовский кавалерийский полк в чине майора. После падения восстания он остался вне армии.
20 декабря 1806 года поступил на службу в армию Варшавского герцогства адъютантом к генералу Яну Генрику Домбровскому в чине эскадренного начальника. 23 февраля 1807 года он был майором 12-го Пешего полка, а 29 июля 1808 года произведён в полковники, командуя полком. Участвовал в Австрийском походе 1809 года и Русском походе 1812 года. В 1810 году стал членом масонской ложи «Przesąd Zwyciężony». 3 февраля 1813 года назначен бригадным генералом командиром кавалерийской бригады. Во главе бригады участвовал в Саксонской кампании 1813 года, во время которой попал в плен в Дрездене.
После освобождения в армии Царства Польского 20 января 1815 года он стал командиром кавалерийской бригады, а затем командиром уланской дивизии. 3 сентября 1826 года произведен в генерал-майоры. В 1830 году ему засчитали 28 лет и 2 месяца «безупречной» военной службы. После начала Ноябрьского восстания он сначала служил командиром кавалерийской дивизии; 23 января 1831 года он принял командование всей кавалерией повстанческих войск, но 26 февраля был переведен с этой должности под предлогом возраста устроителем резервов в Кракове.
После провала восстания был сослан в Кострому. Освобожденный из плена в 1833 году, он вернулся в Люблинщину, в Самокленски, которые купил у князей Чарторыйских в 1824 году. Там он умер и был похоронен в родовой часовне в Камёнке.
Дневник генерала Яна Вейссенхоффа с портретом автора был опубликован Юзефом Вейссенгофом, Варшава: Gebethner i Wolff; Краков: Г. Гебетнер и компания, 1904 г.

## Награды
- Орден Почетного легиона 4-й степени
- Орден Почетного легиона 5-й степени[1]
- Орден Virtuti Militari 3-й степени
- Орден Железной короны 3-й степени
- Орден Святой Анны 1-й степени
- Орден Святого Владимира 2-й степени[2]

В Царстве Польском он стал кавалером Ордена Святого Станислава 1-й степени в 1819 году. В 1830 году за 25 лет службы был награждён Почетным знаком.